# 1949년 대한민국의 영화 목록
다음은 1949년에 제작된 대한민국의 영화 목록이다.

## 목록
- 《고구려의 혼》
- 《대지의 아들》
- 《돌아온 어머니》
- 《무너진 38선》 (다큐멘터리)
- 《북한의 실정》 (다큐멘터리)
- 《성벽을 뚫고》
- 《심판자》
- 《애국자의 아들》
- 《여성 일기》
- 《전우》
- 《조국의 어머니》
- 《청춘 행로》

## 참고 자료
- KOFIC 영화데이터베이스

## 같이 보기
- 대한민국의 영화